# Pierre Dumont (pictor)
Pierre Jean Baptiste Louis Dumont (n. 29 martie 1884, Paris, Franța – d. 8 aprilie 1936, Paris, Franța) mai cunoscut sub numele de Pierre Dumont, a fost un pictor francez al Școlii din Rouen. A fost școlit la Lycée Pierre-Corneille, iar ulterior a studiat pictura Joseph Delattre⁠(d). Dumont a fondat Groupe des XXX (1907) și, împreună cu Robert Antoine Pinchon⁠(d), Yvonne Barbier și Eugène Tirvert au fondat Société Normande de Peinture Moderne⁠(d) (1909). Din 1910 până în 1916  Dumont a locuit la Le Bateau-Lavoir,⁠(d) devenind prieten cu Juan Gris, Max Jacob și Guillaume Apollinaire. În această perioadă s-a orientat spre cubism în această perioadă și a jucat un rol crucial în organizarea Salon de la Section d'Or de la Galerie La Boétie din Paris, în octombrie 1912.

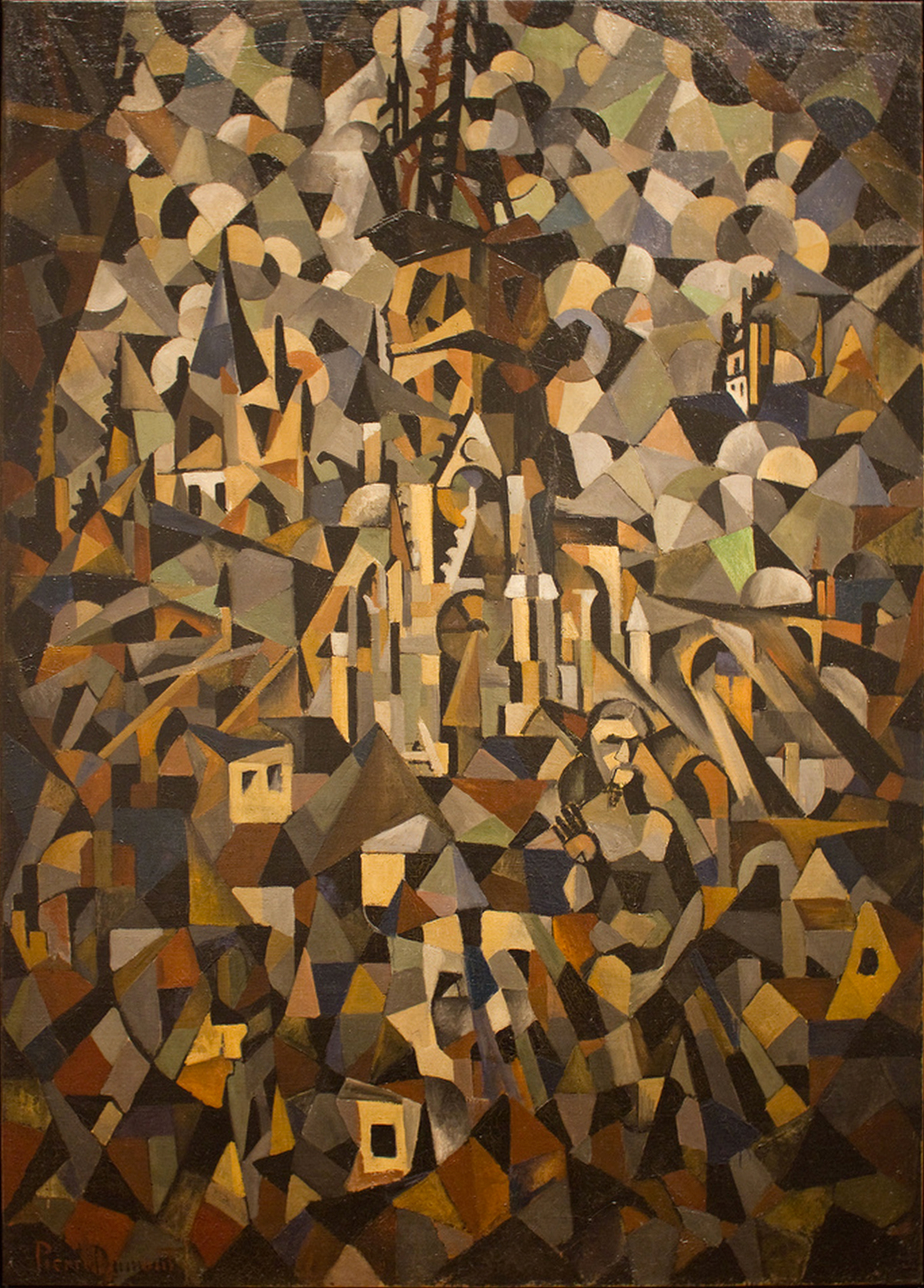
Pierre Dumont, c.1912, Cathédrale de Rouen (Catedrala Rouen), ulei pe pânză, 192,4 x 138,7 cm, Muzeul de Artă Milwaukee